# Maksatichinskij rajon
Il Maksatichinskij rajon (in russo Максатихинский район?) è un rajon dell'Oblast' di Tver', nella Russia europea; il capoluogo è Maksaticha. Istituito nel 1929, ricopre una superficie di 2.766 chilometri quadrati.